# Havana Moon
Albums de Carlos Santana
Shangó
(1982) Beyond Appearances
(1985)
Havana Moon est le 6e album solo du guitariste Carlos Santana sorti en 1983. Il contient des reprises de Bobby Parker, Bo Diddley et Chuck Berry. Le chanteur Willie Nelson et le claviériste Booker T. Jones sont parmi les invités sur cet album. C'est José Santana, le père de Carlos, qui chante sur "Vereda Tropical", une chanson qu'il avait l'habitude de fredonner à sa mère après une dispute.  

## Réception
Le journaliste J.D. Considine du magazine Rolling Stone estime que Carlos Santana est dans son élément lorsqu'il enregistre de la musique Tex-Mex et que les Fabulous Thunderbirds étaient le groupe approprié pour ce type de projet. Il salue particulièrement les reprises de Who Do You Love? et "Havana Moon" qui restent fidèles aux originales tout en distillant cette dose Tex-Mex. Cependant il jugea que les six autres prises enregistrées sans les Fabulous Thunderbirds étaient insatisfaisantes. Il remarqua que "ce n'est pas tant que Havana Moon est irrégulier -même si ça joue beaucoup- mais il s'avère brouillon, passant d'un genre à l'autre comme si Santana n'était pas vraiment sûr de ce qu'il veut faire. C'est sympa de voir qu'il est désireux d'élargir ses horizons musicaux mais décevant de réaliser qu'il gâche son talent en se fourvoyant dans de banales reprises." 

## Titres
1. Watch Your Step (Phelps, Parker) – 4:01
2. Lightnin' (Jones, Santana) – 3:51
3. Who Do You Love? (Bo Diddley) – 2:55
4. Mudbone (Santana) – 5:51
5. One with You (Jones) – 5:14
6. Ecuador (Santana) – 1:10
7. Tales of Kilimanjaro (Pasqua, Peraza, Rekow, Santana) – 4:50
8. Havana Moon (Chuck Berry) – 4:09
9. Daughter of the Night (Huss, Rickfors) – 4:18
10. They All Went to Mexico (Brown) – 4:47
11. Vereda Tropical (Curiel) – 4:57

## Musiciens
- Carlos Santana — guitare, percussions, chœurs
- Jimmie Vaughan — guitare
- Chris Solberg — guitare, claviers, chant
- Willie Nelson — chant
- Greg Walker — chant
- Candelario Lopez — chant
- Roberto Moreno — chant
- Keith Ferguson — basse
- Luis Gonsalez — basse
- David Hood — basse
- David Margen — basse, percussions
- Jose Santana — violon, chant
- Gabriel Arias — violon
- Francisco Coronado — violon
- Raymundo Coronado — violon
- Flaco Jimenez — accordéon
- Booker T. Jones — claviers, chœurs
- Richard Baker — claviers
- Barry Beckett — claviers
- Alan Pasqua — claviers, chœurs
- Orestes Vilato — flûte, percussions, timbales, chœurs
- Kim Wilson — harmonica, chœurs
- Greg Adams — cordes, cor
- Jose Salcedo — trombone, trompette
- Oscar Chavez — trombone, trompette
- Mic Gillette — trompette, cor
- Emilio Castillo — cor, chœurs
- Lanette Stevens — cor
- Marc Russo — cor
- Tramaine Hawkins — cor
- Stephen Kupka — cor
- Fran Christina — batterie
- Armando Peraza — percussions, bongos, chant
- Graham Lear — percussions, batterie
- Raul Rekow — percussions, congas, chœurs
- Alex Ligertwood — percussions, chant
- Cherline Hall — chœurs